# Kwintesencja (fizyka)
Kwintesencja (łac. quinta essentia, „piąty żywioł, piąta esencja”) – hipotetyczna forma ciemnej energii, postulowanej jako czynnik wyjaśniający obserwowane przyspieszanie ekspansji Wszechświata.
Kwintesencją jest pole skalarne o równaniu stanu (wiążącym ciśnienie {\displaystyle p_{q}} z gęstością energii {\displaystyle \rho _{q}}) {\displaystyle p_{q}=w\rho _{q},} gdzie {\displaystyle w} jest mniejsze od {\displaystyle -{\tfrac {1}{3}}.} W ogólności, gęstość kwintesencji, jak i jej równanie stanu zmieniają się w czasie i przestrzeni, w przeciwieństwie do stałej kosmologicznej, która jest statyczna, ze stałą gęstością energii i {\displaystyle w-1.}
Wiele modeli kwintesencji częściowo rozwiązuje problem stałej kosmologicznej. W tych modelach pole kwintesencji ma gęstość, która jest niewiele mniejsza od gęstości energii promieniowania aż do momentu, w którym gęstość ta staje się równa gęstości materii, po czym kwintesencja zachowuje się podobnie jak „zwyczajna” ciemna energia.
Specjalnymi przypadkami kwintesencji są: energia fantomowa (ang. phantom energy), dla której {\displaystyle w<-1} oraz kwintesencja kinetyczna (ang. k-essence), która ma niestandardową formę energii kinetycznej.